# Cynometra longipedicellata
Espèce
Statut de conservation UICN

 VU B1+2b : Vulnérable
Cynometra longipedicellata est une espèce de plantes à fleurs de la famille des Fabaceae.

## Publication originale
- Botanische Jahrbücher für Systematik, Pflanzengeschichte und Pflanzengeographie 53: 460. 1915.